# NK Izola
 (août 2023).
Si vous disposez d'ouvrages ou d'articles de référence ou si vous connaissez des sites web de qualité traitant du thème abordé ici, merci de compléter l'article en donnant les références utiles à sa vérifiabilité et en les liant à la section « Notes et références ».
Le Nogometni Klub Izola, communément appelé NK Izola ou simplement Izola, était un club de football slovène basé dans la ville d'Izola. Ils ont joué en première division slovène pendant cinq saisons consécutives au début des années 1990. Le club a été dissous en 1996, à l'issue de la saison du championnat de première division.

## Histoire
Le club a été fondé en 1923 sous le nom de Club Calcistico Giovanile Isola d'Istria, lorsque la ville d'Isola faisait partie de l'Italie. Il était connu sous le nom d'Ampelea Isola d'Istria entre 1930 et 1946 et a joué en Serie C entre 1937 et 1946. Les internationaux italiens Giuseppe Grezar, Alberto Eliani et Aredio Gimona ont joué avec Ampelea lors de la saison 1943–44. En raison de l'occupation de l'Istrie et du territoire de Trieste par l'armée yougoslave, elle a été forcée de changer son nom en Unione Sportiva Isola au son plus prolétarien, et finalement en NK Izola en 1951. Il prendra brièvement le nom de Belvedur Izola entre 1991 et 1994
Le club prend part à la toute première édition du championnat de Slovénie, à la suite de l'indépendance du pays vis-à-vis de la République fédérale de Yougoslavie, lors de la saison 1991-1992. Sous le nom de Belvedur Izola, il réussit le meilleur résultat de son histoire puisqu'il termine la compétition à la troisième place, ce qui lui permet de devenir le premier club slovène à participer à la Coupe UEFA. L'aventure européenne se termine dès le premier tour avec une élimination contre les Portugais du Benfica Lisbonne (avec deux défaites 0-3 et 0-5).
Les saisons suivantes sont moins réussies avec une 13e place en 1993, une 10e place en 1994 et lors de la saison 1994-1995, en raison du passage du championnat de 16 à 10 équipes, le NK Izola doit passer par un barrage de promotion-relégation pour sauver sa place parmi l'élite. Le couperet tombe finalement un an plus tard avec une dernière place au classement, synonyme de relégation en deuxième division.
Le club est dissous à l'issue de la saison 1995-1996 en raison de problèmes financiers. Un club successeur est créé en 1996 sous le nom de MNK Izola, sans jamais parvenir à jouer en première division nationale.

## Palmarès
- Championnat de la Ligue de Slovénie :
  - Vainqueur en 1990[2]